# Herophon (Bildhauer)
Herophon (altgriechisch Ἡροφῶν), Sohn des Anaxagoras, war ein griechischer Bildhauer aus Makedonien, der nach der Schriftform seiner Signatur im 2. oder 1. Jahrhundert v. Chr. tätig war.
Er ist nur durch eine Inschrift auf einer Statuenbasis aus weißem Kalkstein bekannt, die im März 1879 bei Ausgrabungen unter der Leitung von Ernst Curtius in einem Turm der „byzantinischen Westmauer“ in Olympia gefunden wurde. Der obere Teil der Inschrift wurde in einem stark verwitterten Zustand vorgefunden, die Künstlersignatur befindet sich auf einem abgesetzten Kymation und war besser erhalten. Der Inschrift ist zu entnehmen, dass Herophon im Auftrag der Eleer eine Statue der Roma als Weihgabe an den Zeus von Olympia geschaffen hatte. Wegen der Maße des erhaltenen Teils der Statuenbasis wird angenommen, dass es sich hierbei um eine große Monumentalstatue gehandelt habe.